# Baptiste Veistroffer
Baptiste Veistroffer (* 29. Mai 2000 in Fouesnant) ist ein französischer Radrennfahrer, der auf der Straße aktiv ist.

## Sportlicher Werdegang
Veistroffer begann seine sportliche Karriere 2015 mit dem Triathlon, wo er im Nachwuchsbereich mehrere Podiumsplätze auf nationaler Ebene erreichte. Als 2020 aufgrund der Covid-19-Pandemie zahlreiche Triathlons ausgesetzt worden waren, wandte er sich dem Radsport zu und erzielte schnell erste Erfolge bei regionalen Rennen in seiner bretonischen Heimat. Sein guter Start ermutigte ihn, den Triathlon nach und nach aufzugeben und sich auf den Radsport zu konzentrieren. 2022 wechselte er zum VC Pays de Loudéac, einem Team, das auch an internationalen Rennen in Frankreich teilnimmt. Neben mehreren Podiumsplatzierungen bei nationalen Rennen machte er durch einen zweiten Platz beim Grand Prix International de la ville de Nogent-sur-Oise 2022 auf sich aufmerksam.
Zur Saison 2024 wurde Veistroffer Mitglied im Decathlon AG2R La Mondiale Development Team, absolvierte aber mehr als die Hälfte seiner Renntage im UCI WorldTeam. Mit dem Gewinn der vierten Etappe der Tour de Bretagne Cycliste erzielte er den ersten Sieg seiner Karriere auf internationaler Ebene. Zur Saison 2025 wechselte er nicht in das Decathlon AG2R La Mondiale Team, sondern erhielt einen Vertrag beim UCI ProTeam Lotto

## Erfolge
2024
- eine Etappe Tour de Bretagne Cycliste